# Național-radicalism

Falanga poloneză, simbolul principal al național-radicalismului

Național-radicalismul este o ideologie extremistă de dreapta originară din Polonia, având la bază principii politice ca naționalismul polonez sau anticomunismul. Național-radicalismul este adeseori asociat în mod fals cu fascismul, fiind versiunea poloneză a extremismului de dreapta, așa cum legionarismul este cea românească iar metaxismul cea grecească.